# Maremma Toscana
Unter dem Namen Maremma Toscana DOC werden sehr viele verschiedene Weine aus dem Weinbaugebiet im Süden der Region Toskana in Italien angeboten. Von 1995 bis 2011 wurden die Weine aus der Maremma mit dem IGT-Prädikat gehandelt. Seit dem 30. September 2011 tragen die Weine eine „kontrollierte Herkunftsbezeichnung“ (Denominazione di origine controllata – DOC), die zuletzt am 7. März 2014 aktualisiert wurde.

## Anbau
Die DOC Maremma Toscana umfasst das gesamte Gebiet der Provinz Grosseto.
Im Jahr 2016 wurden von 1150 ha Rebfläche 92.461 hl DOC-Wein erzeugt.

## Erzeugung
Für die DOC Maremma Toscana sind insgesamt 39 verschiedene Weintypen definiert:

### Verschnittweine
- Maremma Toscana bianco (auch als Maremma Toscana Spumante, Passito bianco und Vendemmia tardiva): Vorgeschrieben sind die Rebsorten Trebbiano Toscano und Vermentino, allein oder in Kombination, zu mindestens 40 %. Bis zu maximal 60 % dürfen zugelassene Trauben anderer, nicht aromatischer weißer Rebsorten verwendet werden.
- Maremma Toscana rosso (auch als Maremma Toscana Passito rosso und Novello): Sangiovese muss zu mindestens 40 % verwendet werden, bis zu maximal 60 % sind andere zugelassene rote, nicht aromatische Trauben erlaubt.
- Maremma Toscana rosato: Vorgeschrieben sind Sangiovese und Ciliegiolo, allein oder in Kombination, mit mindestens 40 %. Bis zu maximal 60 % sind andere zugelassene rote, nicht aromatische Rebsorten möglich.
- Maremma Toscana Vin Santo: Trebbiano Toscano und Malvasia können, allein oder in Kombination, bis zu 100 % verwendet werden. Bis zu maximal 60 % sind andere zugelassene weiße, nicht aromatische Rebsorten gestattet.

### Sortenreine Weine
Vorgeschrieben für weiße und rote sortenreine Weine ist die Verwendung von mindestens 85 % der Hauptrebsorte. Bis zu maximal 15 % dürfen zugelassene Trauben anderer, nicht aromatischer Rebsorten der gleichen Farbe verwendet werden.

#### Weißwein
- Maremma Toscana Ansonica
- Maremma Toscana Chardonnay
- Maremma Toscana Sauvignon
- Maremma Toscana Trebbiano
- Maremma Toscana Vermentino
- Maremma Toscana Viognier

Maremma Toscana Ansonica und Vermentino sind auch als Spumante möglich.
Maremma Toscana Ansonica, Chardonnay, Sauvignon Blanc, Trebbiano, Vermentino und Viognier sind auch als Vendemmia tardiva definiert. Diese müssen zu mindestens 85 % aus den genannten Rebsorten bestehen, bis zu maximal 15 % sind zugelassene Trauben anderer, nicht aromatischer Rebsorten der gleichen Farbe möglich.

#### Rotwein
- Maremma Toscana Alicante
- Maremma Toscana Cabernet (Cabernet Sauvignon und/oder Cabernet Franc)
- Maremma Toscana Cabernet Sauvignon
- Maremma Toscana Canaiolo
- Maremma Toscana Ciliegiolo
- Maremma Toscana Merlot
- Maremma Toscana Sangiovese
- Maremma Toscana Syrah

#### Passito
Die weißen Typen Maremma Toscana Ansonica, Chardonnay, Sauvignon und Vermentino und die roten Typen Maremma Toscana Cabernet, Cabernet Sauvignon, Ciliegiolo und Sangiovese sind auch als Passito zugelassen. Zu mindestens 85 % müssen die genannten Rebsorten enthalten sein, bis zu maximal 15 % sind zugelassene Trauben anderer, nicht aromatischer Rebsorten der gleichen Farbe  möglich.

## Weinbereitung
Maremma Toscana rosso Novello
Maremma Toscana rosso, der bis zum 31. Dezember des Jahres der Traubenernte abgefüllt wird, darf Novello genannt werden, solange mindestens 40 % des Weines mit Kohlensäuremaischung bereitet wird.
Maremma Toscana Passito
Maremma Toscana Passito, auch mit Nennung der Rebsorte, muss durch entsprechende Trocknung der Trauben einen Alkoholgehalt von mindestens 15,50 Vol.-% erreichen. Dieser Wein darf nicht vor dem 30. September des Folgejahres nach der Traubenernte und nach einer mindestens sechsmonatigen Lagerung im Fass und/oder in der Flasche verkauft werden.
Maremma Toscana Vendemmia tardiva
Für Maremma Toscana Vendemmia tardiva, auch mit Nennung der Rebsorte, muss eine teilweise oder komplette Trocknung der Traube an der Pflanze erfolgen. Der Wein darf nicht vor dem 30. Juni des Folgejahres nach der Traubenernte und nach einer mindestens dreimonatigen Lagerung im Fass und/oder in der Flasche verkauft werden.
Maremma Toscana Vin Santo
Nach einer entsprechenden Trocknung müssen die Trauben vor dem Keltern einen Zuckergehalt von mindestens 26 % erreichen. Die Weinbereitung, Lagerung und Alterung muss in hölzernen Behältern (Fässer) mit einem Fassungsvermögen von nicht mehr als 500 Liter erfolgen. Die Abfüllung von Vin Santo darf nicht vor dem 1. März des dritten Jahres nach der Traubenernte stattfinden.

## Beschreibung
Laut Denomination (Auszug):
In den entsprechenden Vorschriften werden verschiedene Merkmale für den Wein vorgegeben. Neben Farbe, Geruch und Geschmack sind das auch der Säure- und der Mindestalkoholgehalt.
- Maremma Toscana bianco (auch Spumante): 10,5 Vol.-%
- Maremma Toscana rosso (auch Novello): 11 Vol.-%
- Maremma Toscana rosato: 10,5 Vol.-%
- Weiße sortenreine Weine (auch Spumante): Vol.-%
- Rote sortenreine Weine: Vol.-%
- Maremma Toscana Vendemmia tardiva: Vol.-%
- Maremma Toscana Passito: 15,5 Vol.-%
- Maremma Toscana Vin santo: 16 Vol.-%